# Безжальна правда про нещадний бізнес. Розбудова бізнесу в умовах невизначеності
Безжальна правда про нещадний бізнес. Розбудова бізнесу в умовах невизначеності (англ. The Hard Thing About Hard Things: Building a Business When There Are No Easy Answers by Ben Horowitz) — бізнес-книга у жанрі нон-фікшн автора-підприємця Бена Горовіца. 

## Огляд книги
Багато людей говорять про те, як чудово розпочати свою справу, і тільки Бен Горовіц відкриває очі на те як насправді важко мати свій бізнес. 
Багатий досвід автора зі створення, керування, продажу, інвестування в технології, співзаснування хмарного сервісу Loudcloud та феноменально успішний бізнес в сфері венчурного капіталу Andreessen Horowitz стали запорукою успіху книги. Горовіц пропонує цінні поради та практичну мудрість з дієвого вирішення проблем, чого не навчають в жодному закладі освіти. Блог автора отримав популярність від мільйонів прихильників, які шукали порад та допомоги власному бізнесу. Горовіц вирізняється серед інших особливим підходом — поєднанням бізнес-уроків з лірикою його улюблених пісень, в яких йдеться про все: від прийняття рішень про звільнення друзів до переманювання конкурентів, від виховання в собі духу СЕО до визначення необхідного часу для вдалого заробітку. 
Автор порушує ті питання, на які немає легких відповідей:
Звільнення хорошого друга;
Чи прийнятним є переманювати працівників конкуруючих компаній?
Як керувати емоціями, коли вся компанія покладається тільки на тебе?
Як діяти коли розумні люди є поганими працівниками?
Чи варто продавати свою компанію?
Повна гумору, жартівливих історій та, водночас, серйозних тем дана книга стане цінним порадником та вчителем для підприємців і тих, хто прагне розпочати власну успішну справу. 

## Переклад українською
- Горовіц, Бен. Безжальна правда про нещадний бізнес. Розбудова бізнесу в умовах невизначеності / пер.Інна Софієнко. К.: Наш Формат, 2015. —  264 с. — ISBN 978-617-7279-21-0